# Fotoakoestische beeldvorming
Fotoakoestische beeldvorming, ook wel optoakoestische beeldvorming genoemd, is een biomedische beeldvormingstechniek die gebruikmaakt van het fotoakoestisch effect. Met een niet-ioniserende laser wordt weefsel bestraald, waarbij een deel van de energie wordt geabsorbeerd en omgezet in warmte. Deze thermo-elastische uitzetting creëert geluid in het ultrasone bereik (in de orde van MHz). Omdat de hoeveelheid geabsorbeerd licht samenhangt met fysiologische eigenschappen, zoals de concentratie hemoglobine en de mate van zuurstofverzadiging, laat het fotoakoestische signaal zien waar en hoeveel van bepaalde stoffen aanwezig zijn. Hiermee kunnen 2D- of 3D-beelden worden gemaakt.

## Biomedische beeldvorming

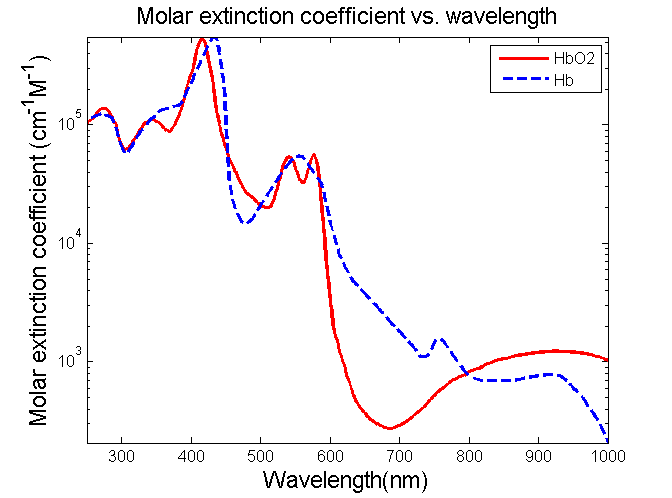
Figuur 1. Absorptiespectra van oxy- en deoxy-hemoglobine

De optische absorptie in biologische weefsels kan het gevolg zijn van endogene moleculen zoals hemoglobine of melanine, of van van buitenaf toegediende contrastmiddelen. Als voorbeeld toont figuur 1 de optische absorptiespectra van zuurstofrijk hemoglobine (HbO2) en zuurstofarm hemoglobine (Hb) in het zichtbare en nabij-infrarode gebied.  Omdat bloed doorgaans een veel hogere absorptie heeft dan omringende weefsels, is er voldoende endogeen contrast om het bloedvaten met behulp van fotoakoestische beeldvorming zichtbaar te maken. Uit onderzoeken is gebleken dat fotoakoestische beeldvorming in vivo kan worden gebruikt voor het monitoren van tumorangiogenese, het in kaart brengen van de zuurstofvoorziening in het bloed, functionele beeldvorming van de hersenen, het opsporen van huidmelanomen, het meten van methemoglobine, enzovoort.
Er zijn twee typen fotoakoestische beeldvormingssystemen ontwikkeld: fotoakoestische/thermoakoestische computertomografie (ook bekend als fotoakoestische/thermoakoestische tomografie, oftewel PAT/TAT) en fotoakoestische microscopie (PAM). In een typisch PAT-systeem wordt gebruikgemaakt van een ongefocuste ultrageluidtransducer om de fotoakoestische signalen te meten. Vervolgens wordt het beeld gereconstrueerd door de fotoakoestische vergelijkingen omgekeerd op te lossen. Een PAM-systeem daarentegen maakt gebruik van een sferisch gefocuste ultrageluiddetector met 2D punt-voor-punt-scanning en vereist geen reconstructiealgoritme.

## Fotoakoestische computertomografie

### Algemene vergelijking
Gegeven de verwarmingsfunctie {\displaystyle H({\vec {r}},t)}, de generatie en voortplanting van fotoakoestische golfdruk {\displaystyle p({\vec {r}},t)} in een akoestisch homogeen, onviskeus medium wordt beheerst door
{\displaystyle \nabla ^{2}p({\vec {r}},t)-{\frac {1}{v_{s}^{2}}}{\frac {\partial ^{2}}{\partial {t^{2}}}}p({\vec {r}},t)=-{\frac {\beta }{C_{p}}}{\frac {\partial }{\partial t}}H({\vec {r}},t)\qquad \qquad \quad \quad (1),}
waar {\displaystyle v_{s}} is de geluidssnelheid in medium, {\displaystyle \beta } is de thermische uitzettingscoëfficiënt, en {\displaystyle C_{p}} is de specifieke warmtecapaciteit bij constante druk. Vergelijking (1) wordt onder thermische opsluiting gehouden om ervoor te zorgen dat de warmtegeleiding verwaarloosbaar is tijdens de laserpuls-excitatie. De thermische opsluiting treedt op wanneer de pulsbreedte van de laser veel korter is dan de thermische relaxatietijd.
De voorwaartse oplossing van vergelijking (1) wordt gegeven door
{\displaystyle \left.p({\vec {r}},t)={\frac {\beta }{4\pi C_{p}}}\int {\frac {d{\vec {r'}}}{|{\vec {r}}-{\vec {r'}}|}}{\frac {\partial H({\vec {r'}},t')}{\partial t'}}\right|_{t'=t-|{\vec {r}}-{\vec {r'}}|/v_{s}}\qquad \quad \,\,\,\,(2).}
Bij spanningsopsluiting, wat optreedt wanneer de laserpulsbreedte veel korter is dan de spanningsrelaxatietijd, vergelijking (2) kan verder worden afgeleid als
{\displaystyle p({\vec {r}},t)={\frac {1}{4\pi v_{s}^{2}}}{\frac {\partial }{\partial t}}\left[{\frac {1}{v_{s}t}}\int d{\vec {r'}}p_{0}({\vec {r'}})\delta \left(t-{\frac {|{\vec {r}}-{\vec {r'}}|}{v_{s}}}\right)\right]\qquad \,(3),}
waarin {\displaystyle p_{0}} de initiële fotoakoestische druk is.

### Biomedische toepassingen
Intrinsiek optisch of microgolfabsorptiecontrast en diffractiegelimiteerde hoge ruimtelijke resolutie van ultrageluid maken PAT en TAT beeldvormingsmodaliteiten voor een breed scala aan biomedische toepassingen:

#### Detectie van hersenlaesies
Zachte weefsels met verschillende optische absorptie-eigenschappen in de hersenen kunnen duidelijk worden geïdentificeerd door middel van PAT.

#### Hemodynamische monitoring
Omdat HbO2 en Hb de dominante absorberende verbindingen in biologische weefsels in het zichtbare spectrumbereik zijn, kunnen fotoakoestische metingen met meerdere golflengten worden gebruikt om de relatieve concentratie van deze twee chromoforen te onthullen. Zo kunnen de relatieve totale concentratie hemoglobine (HbT) en de zuurstofsaturatie van hemoglobine (sO2) worden afgeleid. Daarom kunnen cerebrale hemodynamische veranderingen die verband houden met de hersenfunctie succesvol worden opgespoord met PAT.

## Fotoakoestische microscopie
De beeldvormingsdiepte van fotoakoestische microscopie wordt hoofdzakelijk beperkt door de penetratiediepte van ultrasoon geluid. De ruimtelijke resolutie (d.w.z. axiaal en lateraal) is afhankelijk van de gebruikte ultrageluidtransducer. Om een hoge axiale resolutie te verkrijgen, wordt gekozen voor een ultrasone transducer met een hoge centrale frequentie en een grotere bandbreedte. De laterale resolutie wordt bepaald door de brandpuntsafstand van de transducer. Bijvoorbeeld een 50 MHz ultrasone transducer biedt een axiale resolutie van 15 micrometer en een laterale resolutie van 45 micrometer met ~3 mm beelddiepte.
Fotoakoestische microscopie kent meerdere belangrijke toepassingen in functionele beeldvorming: het kan veranderingen in zuurstofrijk/zuurstofarm hemoglobine in kleine bloedvaten detecteren.

## Andere toepassingen
Fotoakoestische beeldvorming werd ook geïntroduceerd in de context van de diagnostiek van kunstwerken, waarbij de nadruk lag op het ontdekken van verborgen kenmerken, zoals onderliggende tekeningen of originele schetslijnen in schilderijen. Fotoakoestische beelden, verzameld van kleine olieverfschilderijen op doek, belicht met een gepulseerde laser aan de achterkant, onthulden duidelijk de aanwezigheid van potloodschetslijnen bedekt met verschillende lagen verf.